# Mojtaba Mirtahmasb

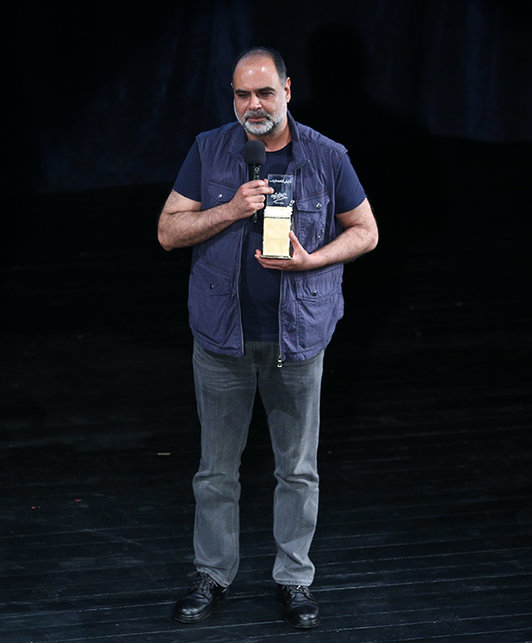
Mojtaba Mirtahmasb

Mojtaba Mirtahmasb (persisch مجتبی میرطهماسب‎; * 1971 in Kerman) ist ein iranischer Filmemacher und Produzent.
Er drehte unter anderem zusammen mit Jafar Panahi das international beachtete Video-Tagebuch Dies ist kein Film, das die Problematik der Zensur und des Nichtfilmendürfens im Iran behandelt. Der Film wurde im Mai 2011 auf dem Filmfestival von Cannes uraufgeführt.

## Filmografie
Als Regisseur
- 2008: Lady of the Roses (Dokumentarfilm)
- 2011: Dies ist kein Film (In film nist; gemeinsam mit Jafar Panahi)

Als Produzent
- 2006: Children of the Prophet (Dokumentarfilm; Regie: Sudabeh Mortezai)
- 2008: Lady of the Roses (Dokumentarfilm)
- 2010: Im Bazar der Geschlechter (Dokumentarfilm; Regie: Sudabeh Mortezai)

Als Regieassistent
- 2000: Die schwarze Tafel (Regie: Samira Makhmalbaf)
- 2000: Der Tag an dem ich zur Frau wurde (Regie: Marzieh Makhmalbaf)
- 2001: Reise nach Kandahar (Regie: Mohsen Makhmalbaf)
- 2003: Deux fereshté (Regie: Mamad Haghighat)